# Neivamyrmex opacithorax
Neivamyrmex opacithorax är en myrart som först beskrevs av Carlo Emery 1894.  Neivamyrmex opacithorax ingår i släktet Neivamyrmex och familjen myror. Inga underarter finns listade i Catalogue of Life.

## Bildgalleri

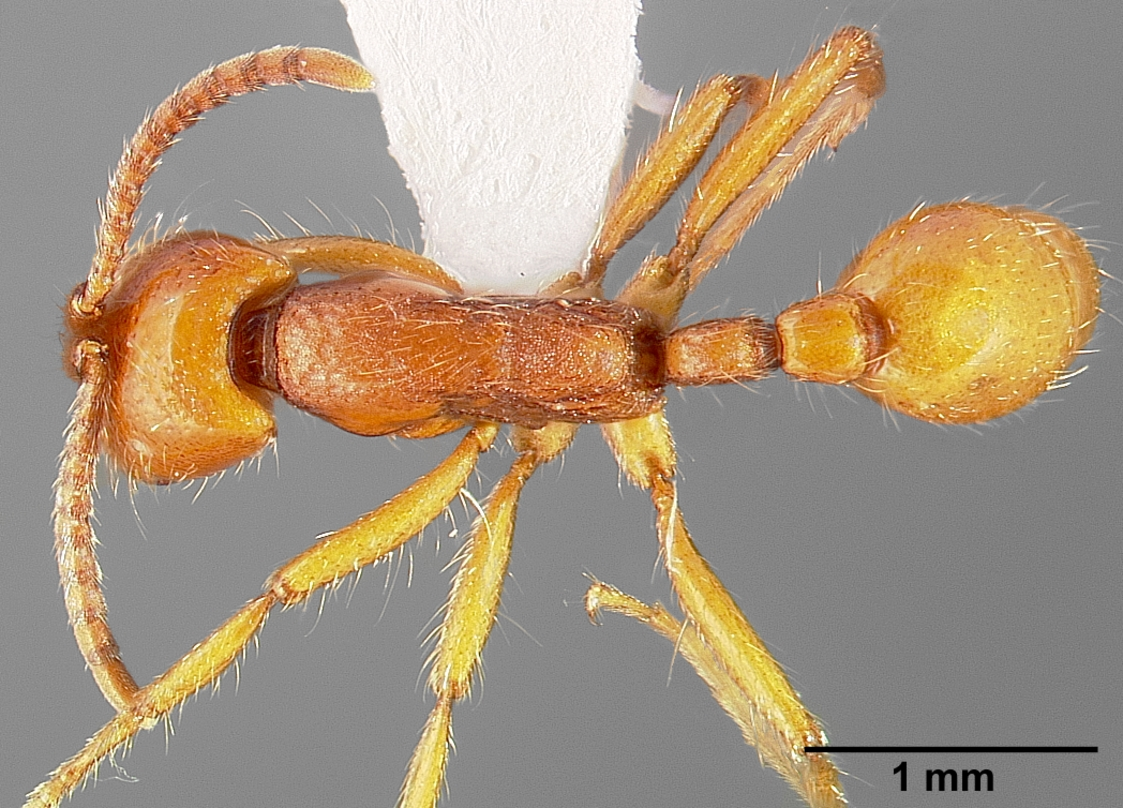
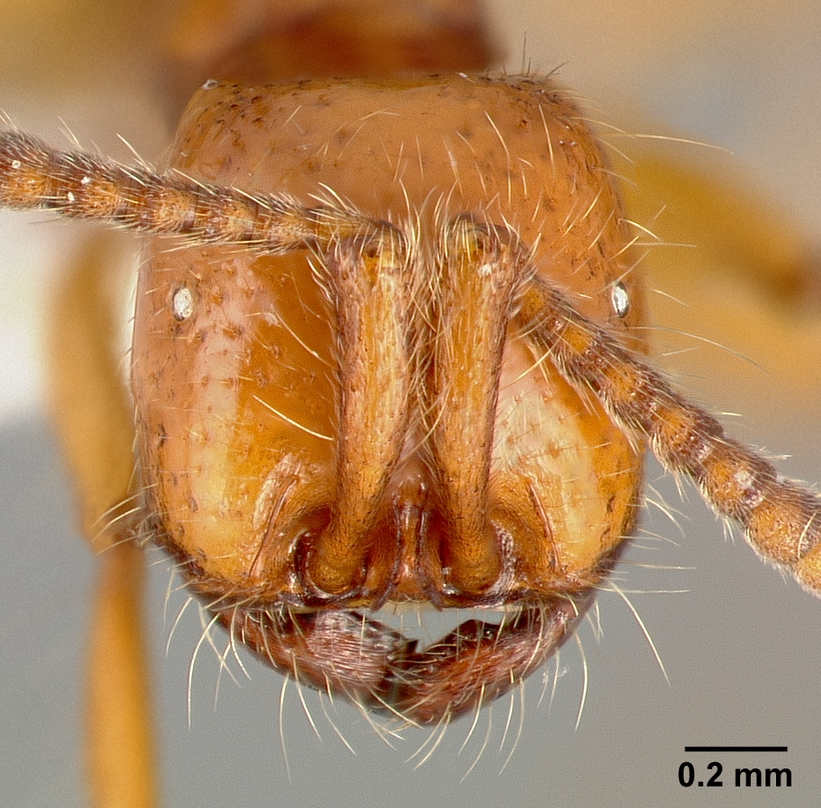
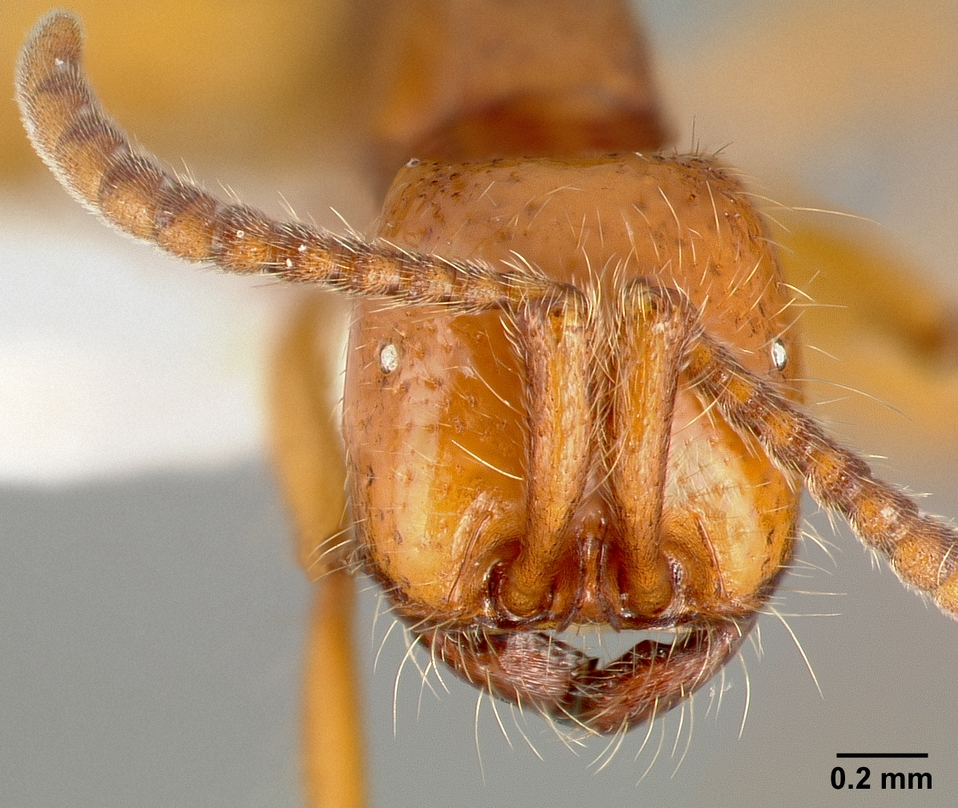
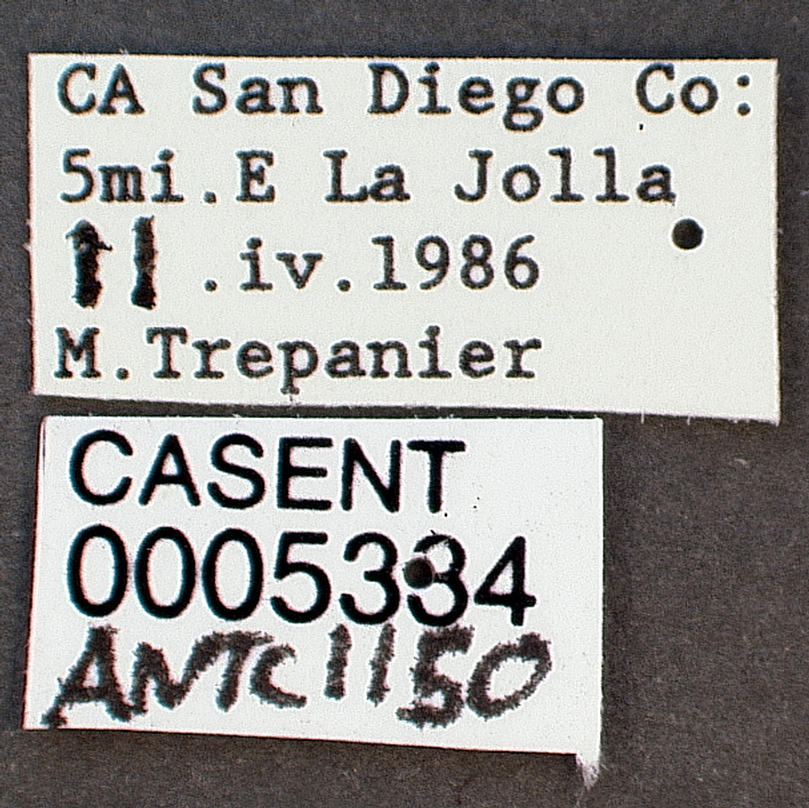
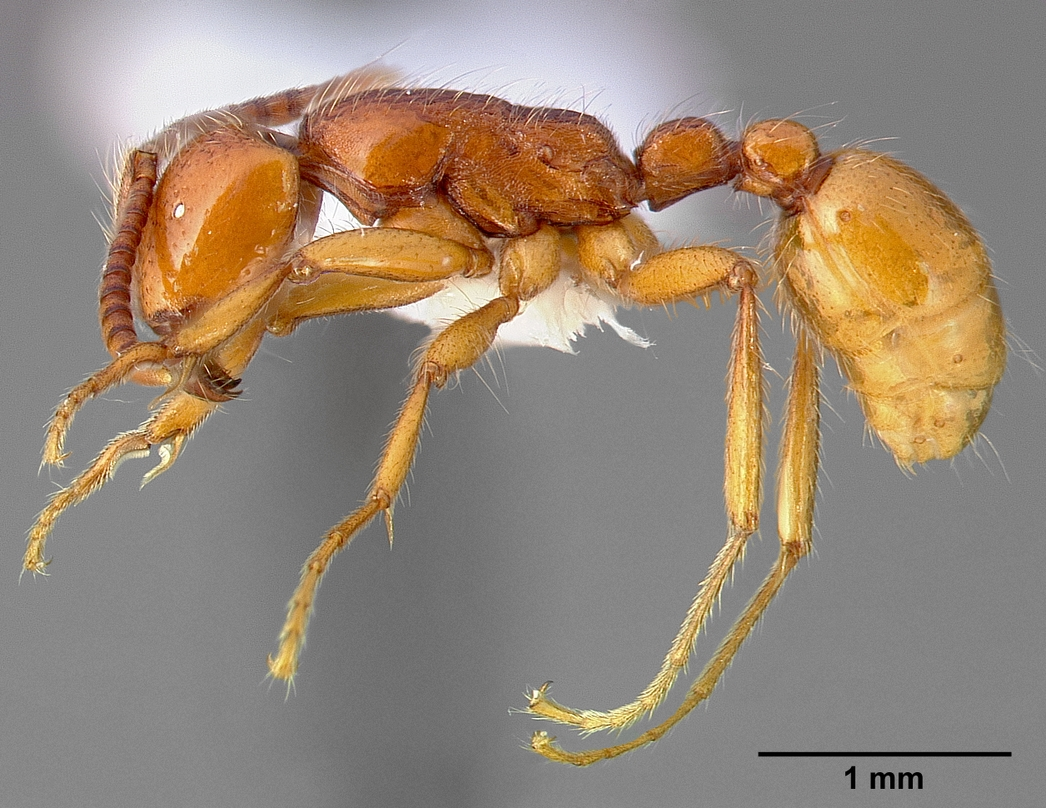
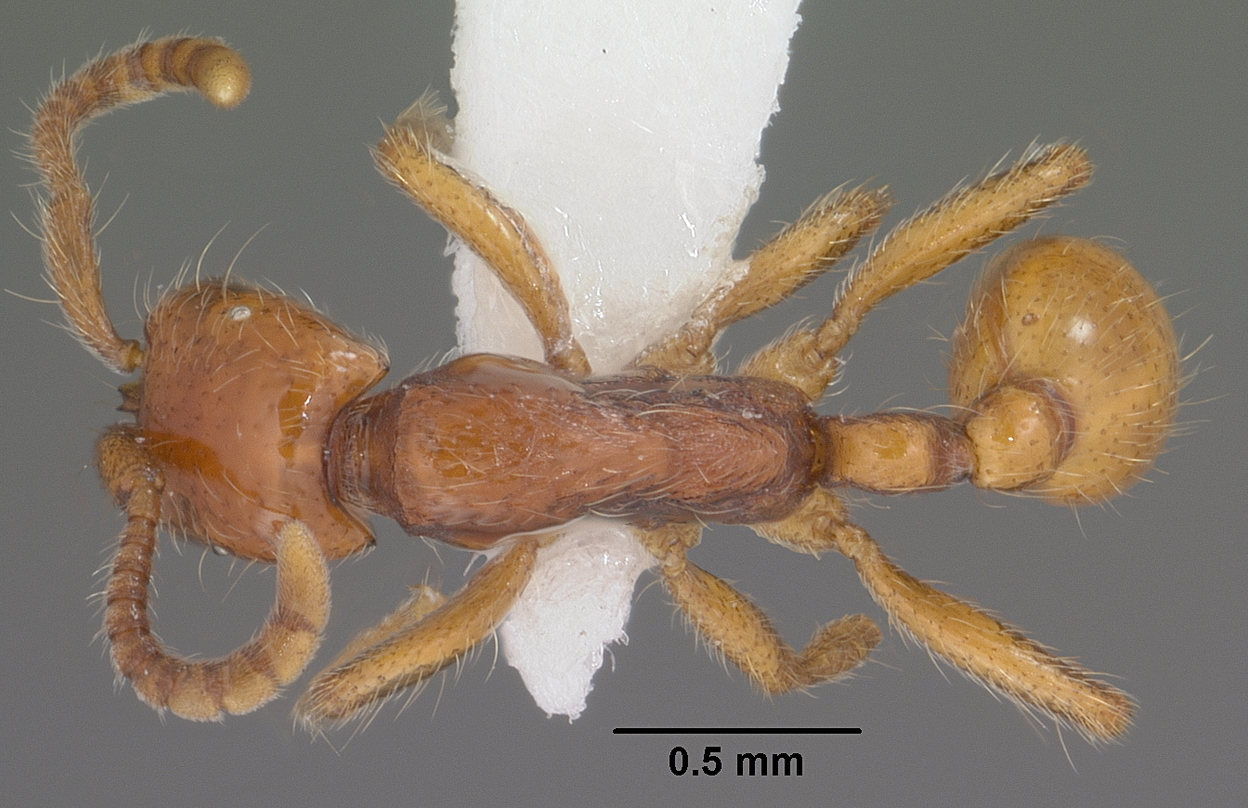